# Зина-Зинуля
«Зи́на-Зину́ля» — художественный фильм, остросоциальная драма Павла Чухрая, поставленная по пьесе Александра Гельмана «Чокнутая».

## Сюжет
Фильм снят в жанре производственной драмы.
Действие происходит на бетонном заводе. Диспетчер Зина, один из лучших работников, пытается навести порядок, борется с приписками и халтурой, пишет докладные на нерадивых шофёров. Один из них подставляет Зину. Желая отомстить взыскательной диспетчерше, он отвозит партию бетона, не туда, куда его направила Зина, а на свалку. Бетон застывает. Шофёр жалуется начальнику, обвиняя Зину в том, что она перепутала место выгрузки. Начальник отстраняет Зину от работы.
В знак протеста Зина садится на пеньке возле свалки, куда шофёр отвёз испорченный бетон. Она заявляет, что не уйдёт, пока шофёр не признается и не извинится. На следующий день приезжает начальник СМУ и уговаривает Зину уйти. Она не подчиняется и повторяет свои требования. К ней на помощь приходят подруги.

## В ролях
| Актёр                | Роль                                                                          |
| -------------------- | ----------------------------------------------------------------------------- |
| Евгения Глушенко     | начальник и диспетчер растворного узла Зинаида Коптяева                       |
| Виктор Павлов        | водитель Петренко                                                             |
| Владимир Гостюхин    | начальник СМУ Виктор Николаевич                                               |
| Александр Збруев     | инженер по технике безопасности и бывший любовник Зины Фёдор Иванович Кузьмин |
| Татьяна Агафонова    | подруга Зины Валя Никитина                                                    |
| Елена Майорова       | подруга Зины Нина                                                             |
| Светлана Тормахова   | подруга Зины Клава                                                            |
| Евгений Шутов        | Сергей Сергеевич                                                              |
| Нина Агапова         | секретарша                                                                    |
| Валентина Ананьина   | вахтер в общежитии                                                            |
| Александр Беспалый   | водитель, отстраненный от работы                                              |
| Александр Бескупский | эпизод                                                                        |
| Шавкат Газиев        | чиновник из треста                                                            |
| Анатолий Голик       | бригадир                                                                      |
| Александр Диденко    | водитель                                                                      |
| Людмила Давыдова     | жена директора                                                                |
| Владимир Маренков    | рабочий                                                                       |
| Григорий Маликов     | жених Нины Юра                                                                |
| Даниил Нетребин      | завгар Борис Павлович                                                         |
| Александр Пятков     | водитель завгара Мазурик                                                      |
| Ольга Науменко       | жена Петренко Ирина                                                           |

## Критика
В рецензии на фильм Елена Бауман обращает внимание, что история, на которой основан его сюжет, при всей своей обыденности, привлекает: «Живёт себе хороший человек. Кому-то он помешал, и на него возводят поклёп». Жертва лжи унижена и лишена сочувствия, лжец празднует победу. Окружающие по-разному реагируют на несправедливость, но даже лучшие друзья считают, что обиженному необходимо смириться. Диспетчер Зина не смирилась, а начала борьбу, да ещё и не совсем обычным образом. Возможно, потому что в жизни подобное случается редко, зрителям любопытно узнать, что же будет в финале.
Зина бросает вызов, усаживаясь на пеньке возле свалки среди «отбросов человеческой деятельности», и этот вызов разбудил общественность. Она добивается своего в том, что уже нет равнодушных, но это пока не окончательная победа. Галерея персонажей, время от времени нарушающих её одинокий протест, это свод разноплановых и живых характеров в замечательном исполнении, где первенствует Евгения Глушенко в роли Зины.
Бауман считает, что съёмочная группа великолепно справилась со своей задачей: претворить тревожную тему в сюжет с динамичным действием, создать достоверную обстановку и интересные образы. Фильм имеет два плана — за вроде бы успешной борьбой Зины с хамоватым шофёром Петренко скрывается более глубокий смысл. Из разговоров Зины с теми, кто постоянно окружает её в обычной жизни, работает рядом с ней, вскрывается прежде всего сама она. Бескомпромиссный борец за справедливость, она не понимала, что её действия становятся орудием «в руках бесчестных людей». И наконец здесь, во время её «сидения на пеньке», ей «открылось много такого, чего не видели её зоркие глаза из окошка диспетчерской будки, оказавшейся для нашей воительницы довольно утлым оплотом».
Михаил Левитин отмечал высокий уровень игры Евгении Глушенко, а также резюмировал: «Образ Зины-Зинули — своего рода мост, соединяющий берег авторского вымысла с берегом живой жизни, столь нуждающейся в таких, как она, борцах. По этому мосту идеи, мысли, пафос картины легче и быстрее всего перейдут к зрителям».
Киновед Марианна Шатёрникова в своей рецензии в газете «Советская культура» похвалила фильм за его актуальность и своевременность. По её словам: «Доверие к „производственной“ теме в кино можно создать лишь одним способом: делать правдивые, выразительные, занимательные фильмы о живых людях и о тех реальных человеческих проблемах, с которыми они сталкиваются в процессе труда».